# Kristdala
Kristdala is een plaats in de gemeente Oskarshamn in het landschap Småland en de provincie Kalmar län in Zweden. De plaats heeft 994 inwoners (2005) en een oppervlakte van 146 hectare.